# تیرلبی
تیرلبی (به انگلیسی: Thirlby) یک روستا و محله مدنی در بریتانیا است که در همبلتون واقع شده‌است. تیرلبی ۱۳۴ نفر جمعیت دارد.